# Enmanuel Mendizabal
Enmanuel Mendizabal (Antigua Guatemala, Guatemala, 27 de septiembre de 1992) es un futbolista guatemalteco. Este jugador inició sus primeros pasos en las inferiores de Antigua GFC de Guatemala donde juega actualmente en la Liga Nacional de Fútbol de Guatemala.

## Trayectoria
Empezó en las Inferiores de Antigua GFC, para luego profesionalmente integrar el equipo de Santiago de Los Caballeros, de la Segunda División de Guatemala. 
Emigró y los potros del Deportivo Palermo Gualan abrieron sus puertas para el jugadr. La siguiente temporada los potros del Deportivo Barillas FC se fijaron en él y lo contrataron. Tuvo un paso de 3 años en la institución haciendo un papel importante en el equipo.
Posteriormente fue contratado por Santa Lucia Cotz, equipo de Primera División donde fue Campeón, ascendiendo directamente a Liga Nacional. 
Luego de su paso por los jaguares llego a las filas de Coatepecano IB, Capitalinos y Chimaltenango. 
Se consagró como futbolista en el equipo de Sololá en Primera División siendo protagonista y anotador del penal de la gloria ante Quiché en el partido por el ascenso a La Liga de los Consagrados.
Hizó una temporada con los Sotz en Liga Nacional, con 18 partidos jugados y por primera vez clasificando a los 8vos de final contra Antigua. El siguiente equipo fue Deportivo San Pedro FC, de la Liga de Ascenso, haciendo un papel importante para llegar a semi finales donde el equipo Xinabajul ganó el juego, terminó contrato, y tuvó un paso con el equipo del Deportivo Quiché FC durante un año donde hizó un excelente papel.
Actualmente juega con el deportivo Suchitepequez en Primera División.

## Clubes
| Club                       | País      | Año             |
| -------------------------- | --------- | --------------- |
| Santiago de los Caballeros | Guatemala | 2010 - 2011     |
| Deportivo Palermo Gualan   | Guatemala | 2012 - 2013     |
| Barillas F.C.              | Guatemala | 2014 - 2015     |
| Chimaltenango FC           | Guatemala | 2016            |
| Barillas F.C.              | Guatemala | 2016 - Presente |

- Datos: Q20016389